# Лонгоне Сабино
Лонго̀не Сабѝно (на италиански: Longone Sabino) е село и община в Централна Италия, провинция Риети, регион Лацио. Разположено е на 804 m надморска височина. Населението на общината е 589 души (към 2011 г.).